# Станіслав Матусяк
Станіслав Матуся́к (пол. Matusiak Stanisław; нар. 2 січня 1895, Краків — пом. 1945, Новосибірськ) — польський живописець, графік, педагог; член об'єднання «Львівські формісти» з 1920 року.

## Біографія
Народився 2 січня 1895 року у місті Кракові (тепер Польща). У 1912–1913 роках навчався у Вільній академії у Львові; у 1913–1914 роках — у Краківській академії мистецтв (викладач Теодор Аксентович).
Під час Першої світової війни служив у Польських легіонах. З 1918 року жив у Львові. З 1923 року у Вільнюсі викладав декоративне мистецтво, графіку та рисунок на факультеті мистецтв Університету імені Стефана Баторія. У 1930 році повернувся до Львова і  до 1939 року працював професором кафедри декоративного живопису Львівської вищої технічної школи. У 1933 році заснував власну школу малярства і стінної декорації «Фреска». У 1942–1944 роках — викладач молодіжного об'єднання при парохії святого Вінцента де Поля, декоратор і член керівництва Театру молодих. Був солдатом Армії Крайової. У квітні 1945 року заарештований і вивезений до Сибіру. Помер у 1945 році у Новосибірську.

## Творчість
Створював фігурні композиції, писав портрети, пейзажі, автор стінних розписів, плакатів, книжкових обкладинок та ілюстрацій, декорацій. Серед живописних робіт:
- «Романтична композиція» (1918);
- «Робітники» (1918);
- «Автопортрет» (1921);
- «Я. Антоневич-Болоз» (1922);
- «Поєдинок» (1923);
- «Смерть короля Владислава Варненчика» (1924);
- «Пастух з отарою» (1925);
- «Перед грозою» (1926);
- «Осінь» (1926);
- «Богоматір у народному одязі» (1943);
- «Святий Вінцент де Поль» (1943);
- «Святий Вінцент з дітьми» (1944);
- «Святий апостол Андрій» (1944);
- «Трамвай» (1944).

Автор проєкту декоративного панно «Останній вибір: захід сонця Речі Посполитої» (1923) та двох панно на історичну тематику для залу засідань Львівської міськради (1933–1934); проєкту декорації та костюмів для відзначення у Львові століття Листопадового повстання 1830–1831 років (1930), ілюстрацій до книги «Śpiew o wydrze» С. Майковського (1930); афіші «Wojewódzka Wystawa Rolnicza i Regjonalna w Tarnopolu» (1931); розписів костелу у селі Чернихівцях (1931).
У 1920–1924 роках брав участь у львівських міських мистецьких виставках.